# Per Sunderland

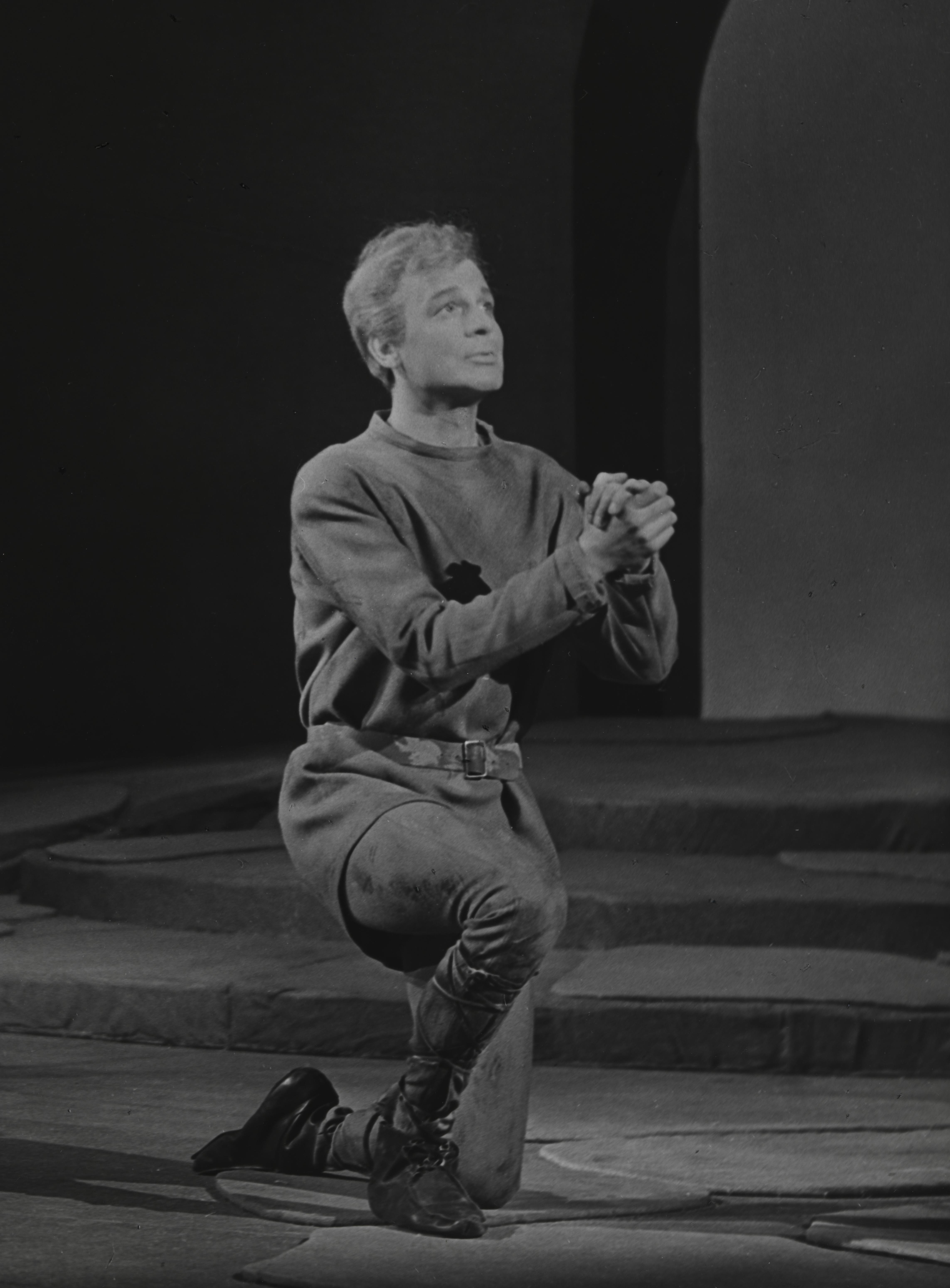
Per Sunderland como Sigurd en Sigurd Slembe en 1960

Per Sunderland (9 de octubre de 1924 – 4 de junio de 2012) fue un actor noruego. 

## Biografía
Nacido en Risør, Noruega, debutó en el Studioteatret en 1945. Además, actuó en el Det Norske Teatret desde 1949, en el Det Nye Teater desde 1951, y en el Folketeatret desde 1952. Trabajó en el Teatro nacional de Oslo desde 1957 a 1994, actuando allí en un total de 81 producciones diferentes. 
Sunderland actuó también en el cine, siendo sobre todo recordado por su papel protagonista en Hans Nielsen Hauge en 1961.
Fue nombrado Caballero de la Orden de San Olaf en 1994.
Per Sunderland falleció en Oslo, Noruega, en el año 2012. Mantuvo una relación sentimental con la actriz y directora Merete Skavlan, y estuvo casado con la actriz Lise Fjeldstad.

## Filmografía
- 1996 - Gåten Knut Hamsun (TV)
- 1991 - Dødsdansen
- 1989 - Når den ny vin blomstrer (TV)
- 1985 - Adjø solidaritet
- 1985 - Dragens fange
- 1985 - Galskap!
- 1985 - Papirfuglen
- 1981 - Julia Julia
- 1980 - Liv og død
- 1975 - Hedda Gabler (TV)
- 1966 - Rosmersholm (TV)
- 1963 - Stompa, selvfølgelig!
- 1961 - Hans Nielsen Hauge
- 1960 - Venner
- 1946 - Englandsfarere

## Premios
- 1991 : Premio Amanda al mejor actor por Dødsdansen
- 1965-1966 : Premio de la Crítica Teatral